# Notre-Dame-de-Nazareth
Notre-Dame-de-Nazareth is een rooms-katholieke kathedraal gelegen in Orange, een plaats in het zuiden van Frankrijk. De kathedraal is een nationaal monument van Frankrijk.
Tot het Concordaat van 15 juli 1801 zetelde in de kathedraal de bisschop van Orange.